# Кёниг, Джон Франклин
Джон Франклин Кёниг (англ. John Franklin Koenig; 24 октября 1924, Сиэтл, Вашингтон — 22 января 2008, Сиэтл, Вашингтон) — американский художник, провёл большую часть своей карьеры художника во Франции. Был прежде всего живописцем и коллажистом, работающим в современном, непрезентативном стиле. Имел признание при жизни, его работы выставлялись на сотнях выставок по всему миру.

## Молодость, образование, служба
Кениг родился 24 октября 1924 года в Сиэтле, в семье имевшей швейцарские, немецкие и французский корни. Учился в средней школе Линкольна. Заинтересованный в искусстве с юных лет, он был особенно увлечен азиатским искусством, которое он видел в Художественном музее Сиэтла.
В 1943 году, учась в Вашингтонском университете, он был призван в армию США и попал в танковые войска. Высадившись в Шербуре с 11-й бронетанковой дивизией в 1944 году, он сразу же влюбился во Францию и французскую культуру. Через несколько недель он получил осколочные ранения в голову в Арденнской операции. В ожидании возвращения в США после окончания войны он брал уроки рисования в Университете им. Г. И. в Биаррице. Там он написал свои первые картины.
Кениг вернулся в Вашингтонский университет, где изучал искусство и французскую литературу. Примерно в это же время он также заинтересовался творчеством северо-западных художников, таких как Марк Тоби и Моррис Грейвс. В 1948 году он получил степень по романским языкам и переехал в Париж, чтобы учиться в Сорбонне, получив льготу на поступление как ветеран войны.

## Во Франции
После окончания учёбы Кениг остался в Париже, работая в книжном магазине Жана-Роберта Арно, который стал его профессиональным и художественным партнёром. В 1950 году они открыли галерею Arnaud (которая просуществовала до 1976 года), а в 1955 году началась публикация художественного обзора Ciamise, который был полностью посвящен нефигуративному современному искусству
Самые ранние выставки Кенига состояли из коллажей, и он на протяжении всей своей карьеры работал в различных направлениях (включая фотографию, керамику, стекло, гравюры и текстиль); к середине 1950-х годов, однако, он сосредоточился на живописи и приобрел репутацию во Франции как сторонник абстрактного экспрессионизма.
В 1958 году в галерее Зоусан в Сиэтле была проведена первая большая выставка его работ в США. Поездка домой для участия в выставке оказалась откровением для Кенига: «Я снова увидел Запад. Здесь было все это пространство и свет, которого вы не могли видеть в Европе. Этот контакт с пространством и светом был огромным поворотным моментом в моем искусстве. Я нашел свой стиль.»
Его давний интерес к азиатскому искусству был углублен первым визитом в Японию в 1960 году. Вдохновленный японским дизайном сада, он разработал стиль, который он назвал Koen (по-японски «сад»).
Выступая в роли своего собственного менеджера, Кениг много путешествовал, устраивая выставки по пути. Он выставлялся по всей Европе, а также в Северной Африке, Исландии и на Гаити. Совершил ещё несколько поездок в Японию, где он стал особенно известным.
Ретроспектива его работ была проведена в Сиэтлском художественном музее в 1970 году.
В 1980 году Кениг, чувствуя себя измученным слабой экономикой и высокими налогами во Франции, вернулся в США

## В Сиэтле
Купив дом в районе Капитолийского холма Сиэтла, Кениг посвятил себя продвижению творчества северо-западных художников, которые, по его мнению, в то время были сильно недопредставлены в основных художественных заведениях Сиэтла. Он организовывал показы северо-западного искусства, которые были представлены на местном уровне и как передвижные выставки во Франции.
Он стал известен как красочная и противоречивая фигура в художественном сообществе Сиэтла. Привыкший к французской системе покровительства, он часто вступал в конфликт с местными галеристами.

## Более поздние годы
В 1985 году Кениг снова вернулся в Париж, где содержал небольшую квартиру. С тех пор он разделил свое время между Францией и США, продолжая рисовать, путешествовать и выставляться по всему миру.
В 1991 году купил замок XVIII-го века в Нанкре-сюр-Римарде, 100 км к югу от Парижа, который он превратил в загородный дом и студию.
Находясь в плохом состоянии здоровьем Кениг вернулся в Сиэтл в 2006 году. 22 января 2008 года он умер в медицинском учреждении в Северном Сиэтле. Ему было 83 года.

## Наследие
В 1986 году Кениг получил Золотую медаль города Парижа, а затем стал Командором французского ордена искусств и литературы. В 1989 году Парижский центр искусств провел ретроспективу его работ. Его картины и коллажи были показаны почти на 150 персональных выставках по всему миру и являются частью коллекций в ряде международных музеев, в том числе в Музее современного искусства Парижа и в Национальном музее современного искусства (Париж). ; Национальный музей современного искусства (Токио) и Национальный музей западного искусства (Токио); Музей изящных искусств Люксембурга и Музей современного искусства (Монреаль) ; Музей де Этат (Люксембург); и Сиэтлский Художественный Музей. Через два месяца после его смерти в Музее Ваткома в Беллингхеме, штат Вашингтон, открылась важная ретроспектива карьеры Кенига.